# Danse, danse, danse
Danse, danse, danse (ダンス・ダンス・ダンス) est le sixième roman de l'écrivain japonais Haruki Murakami. Publié au Japon en 1988, il a été traduit en plus de 25 langues. Sa version française a paru en 1995.

## Ouvrage
Danse, danse, danse est composé entre décembre 1987 et mars 1988. Publié en 1988 au Japon, il a été traduit en quelque 28 langues, dont l'anglais en 1994, et du japonais en français par Corinne Atlan en 1995.
Son titre original n'est pas du japonais mais est la transcription phonétique de l'anglais « Dance dance dance » en syllabaire katakana. Il fait référence à la chanson éponyme de 1957 du groupe The Dells,, (et non pas à la chanson homonyme de 1964 des Beach Boys) ; dans le roman, il s'agit du symbolique conseil de vie que le mystique surnommé « l'homme-mouton » donne au protagoniste :
« Continue à danser tant que tu entendras la musique. Tu comprends ce que je te dis ? Danse ! Continue à danser. Ne te demande pas pourquoi. Il ne faut pas penser à la signification des choses. Il n'y en a aucune au départ. Si on commence à y réfléchir, les jambes s'arrêtent. [...] Même si tout te paraît stupide, insensé, ne t'en soucie pas. Tu dois continuer à danser en marquant les pas. [...] Tu es fatigué et tu as peur. Ça arrive à tout le monde. Tu as l'impression que tout va de travers, que le monde entier se trompe. Et tu t'arrêtes de danser... [...] Mais il n'y a rien d'autre à faire que danser. Et danser du mieux qu'on peut. Au point que tout le monde t'admire. »
Ce livre est le dernier d'un cycle de quatre romans indépendants qui retracent quinze ans de la vie du narrateur (de 1968 à 1983). Il donne une suite indépendante au roman La Course au mouton sauvage (même s'ils peuvent se lire séparément, et si leurs résumés ne sont pas tout à fait en continuité). Il reprend plusieurs personnages de ses deux premiers livres, des romans eux de type réaliste que l'auteur ne souhaite plus voir publier.
En 2001, Murakami a déclaré qu'écrire Danse, danse, danse avait été un acte de guérison après le succès inattendu de La Ballade de l'impossible et que, à cause de cela, il avait préféré l'écriture de Danse, danse, danse à celle de tout autre roman.

## Intrigue

### Résumé
Ce roman de type réalisme magique suit l'itinéraire picaresque, parfois teintée de paranormal ou de surnaturel, d'un narrateur anonyme en quête de sens qui veut briser sa solitude et son aliénation dans « une société capitaliste de consommation à haut rendement, où le gâchis était la plus grande des vertus. »
À trente-quatre ans, ce divorcé sans enfants vivote de son métier d'auteur commercial pour la presse magazine dans le Tokyo de 1983 quand il décide d'essayer de retrouver Kiki, sa petite amie aux belles oreilles, perdue quatre ans et demi plus tôt : depuis quelque temps, ses rêves tournent autour du « petit hôtel minable » de Sapporo où ils ont été heureux ensemble, et il y voit un appel de Kiki qui le convainc de partir.
En retournant à cet hôtel du Dauphin, entretemps démoli et remplacé par un palace de vingt-six étages rebaptisé le Dolphin Hotel, puis en aidant une réceptionniste, il entame un voyage qui le verra faire connaissance ou renouer avec une douzaine de gens aux histoires en partie entrecroisées (détails en section Personnages).
Dans ce récit à la première personne, le ton alterne entre humour et réflexion, tout comme l'aventure oscille entre le nord et le sud (de la neige de Sapporo en Hokkaïdo, aux plages d'Honolulu à Hawaii), au long d'une quête riche en symbolisme ou surréalisme qui occupe le printemps 1983 entre le réel et l'onirique, à la recherche d'une nouvelle vie.

### Personnages
Les personnages principaux (alternativement masculins et féminins en ordre d'apparition) :
- le narrateur, un anonyme qui va rencontrer tous les autres personnages ;
- Mlle Yumiyoshi, la réceptioniste aux belles lunettes qui a trouvé un étage secret ;
- l'homme-mouton, le mystique qui lui dit qu'il faut juste bien danser sa vie ;
- Yuki (« neige »), la trop jolie adolescente empathique qui pressent les malheurs ;
- Gotanda, son camarade de lycée devenu un acteur de série B confiné aux mêmes rôles ;
- May et Mamy, deux étudiantes call-girls de luxe qui ont croisé Kiki ;
- le plumitif et le pêcheur, deux policiers kafkaïens qui traquent un tueur ;
- Vendredi, le jeune secrétaire à demeure et à tout faire de Makimura ;
- Hiraku Makimura, père divorcé de Yuki et écrivain dont le succès a tari le talent ;
- Amé (« pluie »), mère-gardienne de Yuki et artiste-photographe narcissique qui vampirise son entourage ;
- Dick North[NB 2] (transcrit Dick Nose par erreur), le poète revenu manchot du Vietnam ;
- June, la call-girl philippine qui sert de paquet-cadeau à distance ;
- et six squelettes mystérieux, assis dans un vieil immeuble abandonné...

On voit également l'évocation ou l'apparition de personnages secondaires (marqués par la perte ou la fin) : son ancienne petite amie Kiki (surnom de la disparue aux belles oreilles), l'ancien propriétaire de l'hôtel du Dauphin (qui avait perdu deux doigts), son ex des télécoms (qui lui a dit « Retourne dans la Lune »), son ex-femme (qui a divorcé pour se remarier), son chat Sardine (qui fut le dernier d'une longue série), son photographe (qui l'accompagne dans son dernier reportage), son ancien associé (qui lui donne un dernier coup de main), son vieil ami le Rat (surnom du décédé), et le père de l'ancien propriétaire (ancien Docteur ès moutons à la retraite).

## Éditions
Les éditions actuelles en version française (traduit du japonais par Corinne Atlan).
Pas d'édition en format digital à ce jour (septembre 2014).
Pas d'édition en format audio à ce jour (septembre 2014).

### Format broché
- 1995, éd. Seuil, 512 pages  (ISBN 2-02-019020-6) [ (ISBN 978-2-02-019020-6)]
- 2009, éd. Seuil, coll. « Cadre vert », 534 pages  (ISBN 978-2-02-095206-4)

### Format poche
- 2004, éd. Seuil, coll. « Points » no P1223, 573 pages ; rééd. 2007, 2009  (ISBN 2-02-066408-9 et 978-2-02-066408-0)
- 2013, éd. Points[NB 3], coll. « Littérature », 632 pages  (ISBN 978-2-7578-3704-7)

### Analyses en français
Critiques de presse
- « Le retour de l'homme-mouton » dans Lire (via L'Express)

Lectures hors presse
- « Dansons la tête levée, même en boitant ! » sur Culture (Université de Liège)
- « Danse, danse, danse » sur LittExpress
- « Danse, danse, danse » sur Argoul
- « L'univers romanesque de MURAKAMI Haruki : du chaos à l'unité » (format PDF, 2,2 Mo) par Antonin Bechler (mémoire de maîtrise, 152 pages, dont un chapitre sur Danse)

### Analyses en anglais
Critiques de presse
- (en) « Looking for America, or Is It Japan? » dans The New York Times (1994, positive)
- (en) « Another Wild Chase » dans The New York Times (1994, négative)

Lectures hors presse
- (en) « Dance, Dance, Dance » sur TV Tropes (analyse des tropes)
- (en) « Dance, Dance, Dance » sur Sgt. Tanuki (analyse universitaire bilingue)
- (en) « An Overview of the Hard-Boiled fiction of Murakami Haruki » (analyse symbolique du Mouton et Danse)
- (en) « Dance Dance Dance » sur Everything2 (analyse économique)
- (en) « The Success and Failure of Haruki Murakami » sur That Faint Light (analyse politique du Mouton et Danse)
- (en) « Murakami Haruki and the Ideology of Late-capitalist Japan: Learning How to Dance Dance Dance » (format PDF, 312 ko) sur Asiatic (analyse idéologique et psychologique)